# The Bomb (téléfilm)
Pour les articles homonymes, voir The Bomb.
La Bombe (titre original The Bomb) est un film documentaire américain de 2015, à propos de l'histoire des armes nucléaires. Il part des considérations scientifiques des débuts jusqu'à la première utilisation de la bombe le 6 août 1945,, tout en parlant des implications de la bombe dans la politique globale jusqu'à nos jours,,,,.
Le film, présenté sur PBS, est écrit et réalisé par Rushmore DeNooyer. Le projet a pris un an et demi pour être réalisé, puisque la grande partie des images n'ont été que récemment déclassifiés par le département de la Défense des États-Unis. 
Selon DeNooyer, « il n'est pas nécessaire d'avoir de très nombreuses bombes pour vraiment changer la vie sur la Terre... L'idée qu'il en existe des milliers autour de nous est assez effrayant. Je ne pense pas que les gens aujourd'hui s'en rendent compte. Ils ne pensent pas à ce sujet. Je ne pense pas qu'ils ont peur. Mais dans un sens, ils devraient l'être. » 

## Participants
Le film est narré par Jonathan Adams et comprend les participants suivants :
- Jonathan Adams (narrateur)
- John Andersen (ancien ingénieur en armement nucléaire)
- Hal Behl (ingénieur aéronautique du projet Manhattan)
- Walter J. Boyne (ancien pilote du Strategic Air Command)
- Alan Carr (historien, The Forgotten Physicist)
- Lynn Eden (historien, Whole World on Fire)
- John Hopkins (ancien directeur du programme des armes nucléaires)
- Lilli Hornig (chimiste du projet Manhattan)
- Sergei Khrushchev (historien, Khrushchev in Power)
- Amy Knight (historien, How The Cold War Began)
- Charles Loeber (ancien ingénieur du programme des armes nucléaires)
- Elaine Tyler May (historien, Homeward Bound)
- Glen McDuff (ancien ingénieur du programme des armes nucléaires)
- Laura McEnaney (historien, Civil Defense Begins at Home)
- Robert Norris (historien, Racing for the Bomb)
- William Perry (ancien secrétaire de la Défense)
- Roger Rasmussen (ancien ingénieur de l'armée américaine, témoin de l'essai Trinity)
- Richard Rhodes (historien, The Making of the Atomic Bomb)
- Svetlana Savranskaya (historien, The Soviet Cuban Missile Crisis)
- Martin Sherwin (historien, American Prometheus)
- George P. Shultz (ancien secrétaire d'état des États-Unis)
- Lester Tenney (prisonnier de guerre américain)
- Jonathan M. Weisgall (auteur, Operation Crossroads)

## Galerie

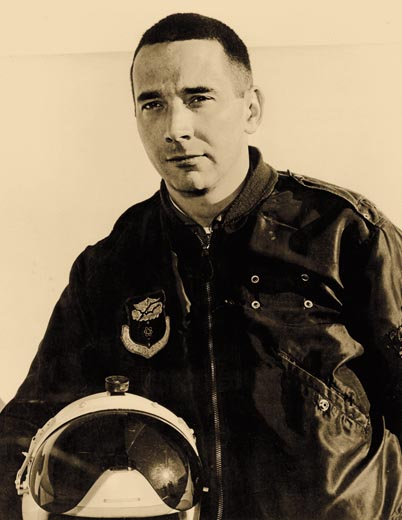
Walter J. Boyne (ancien pilote du US strategic Air Command)
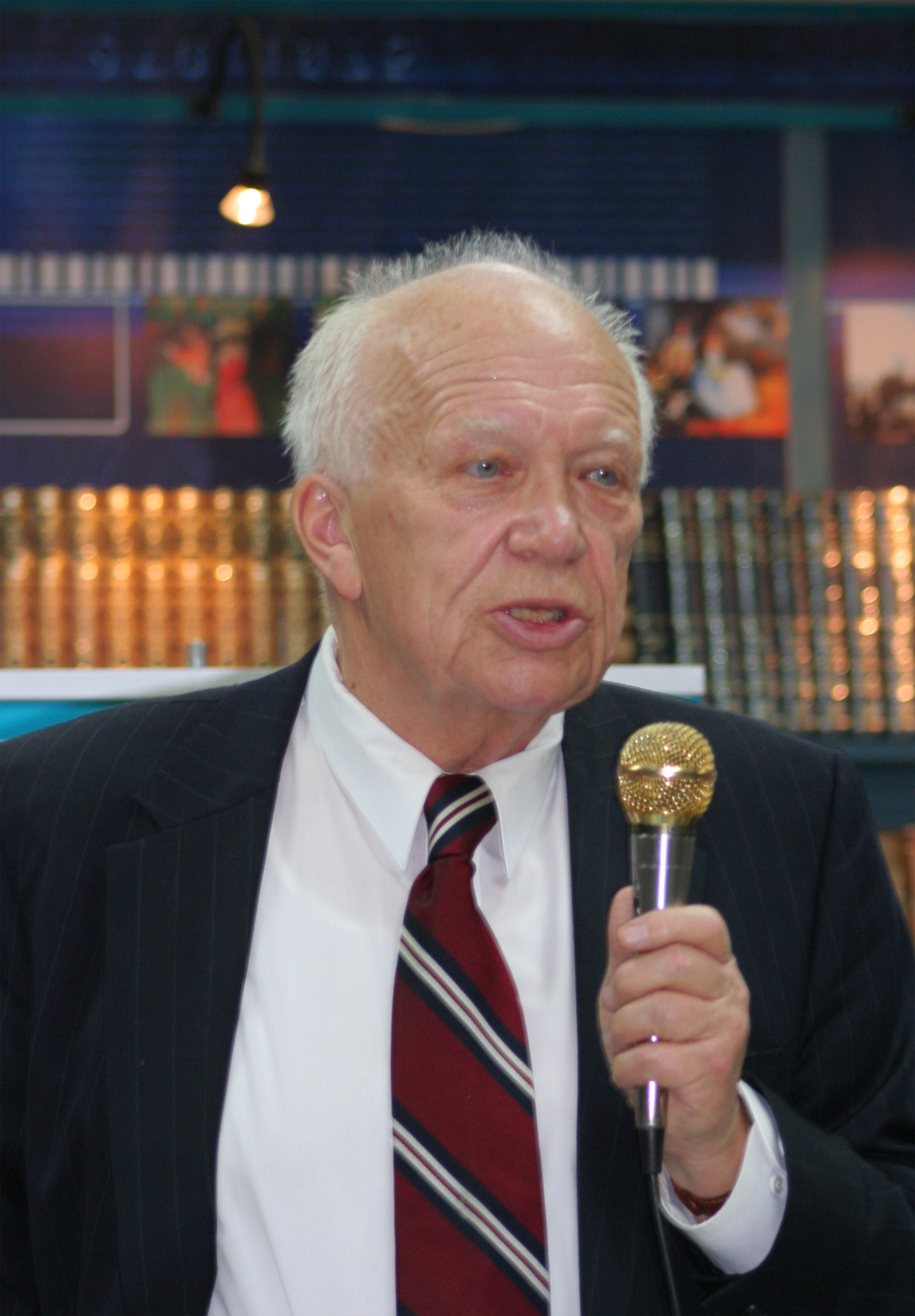
Sergueï Khrouchtchev (historien)
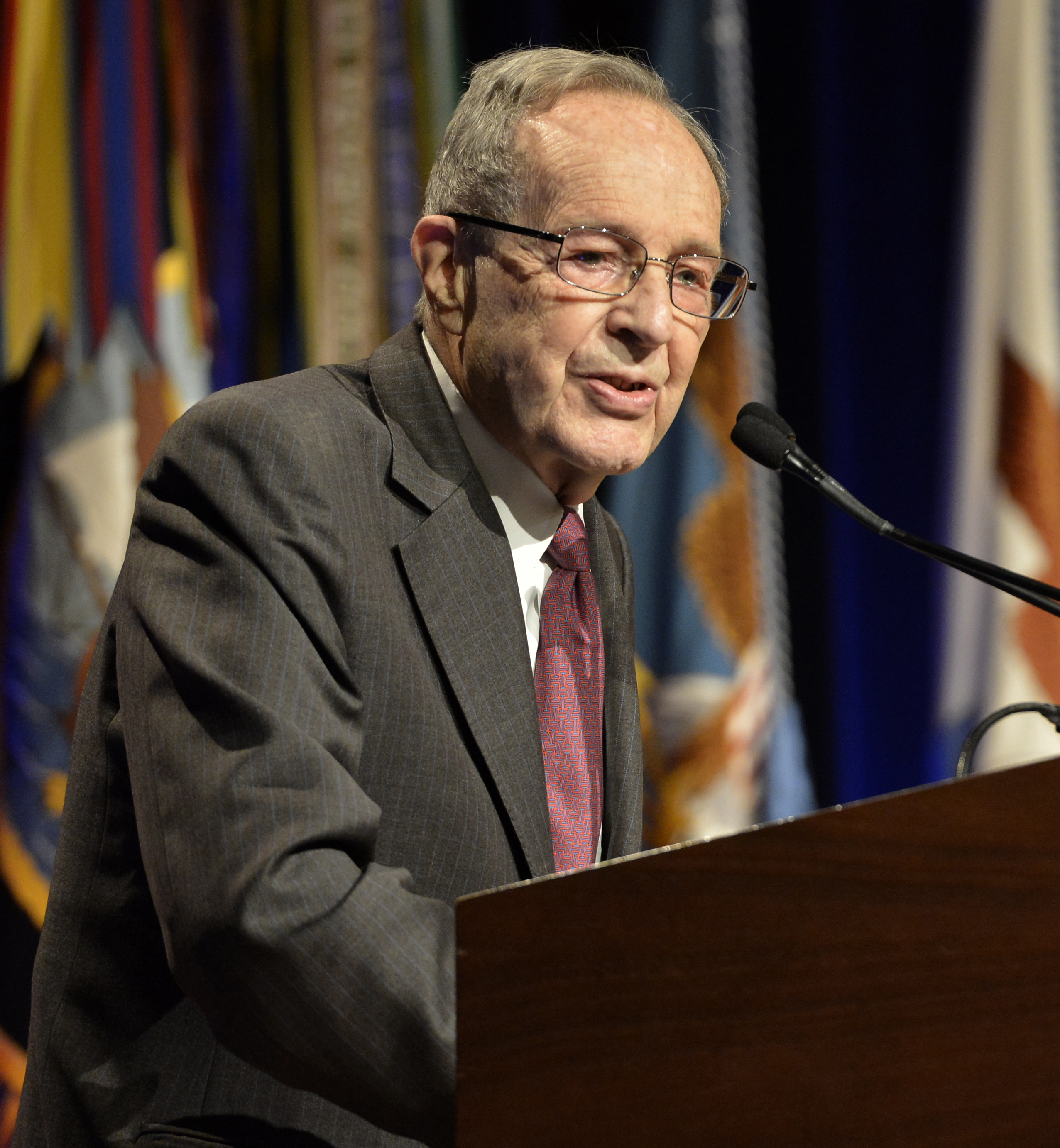
William Perry (ancien Secrétaire à la Défense)
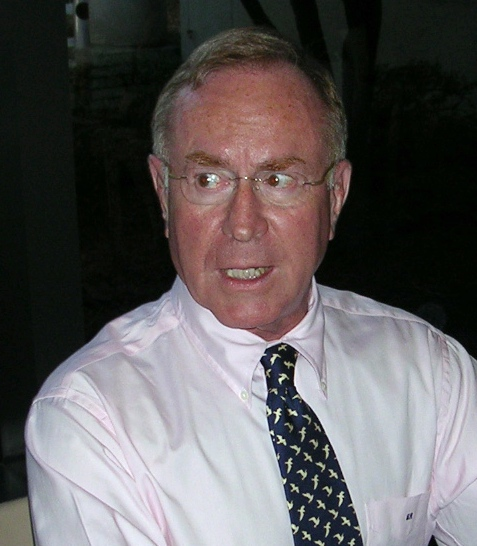
Richard Rhodes (historien)
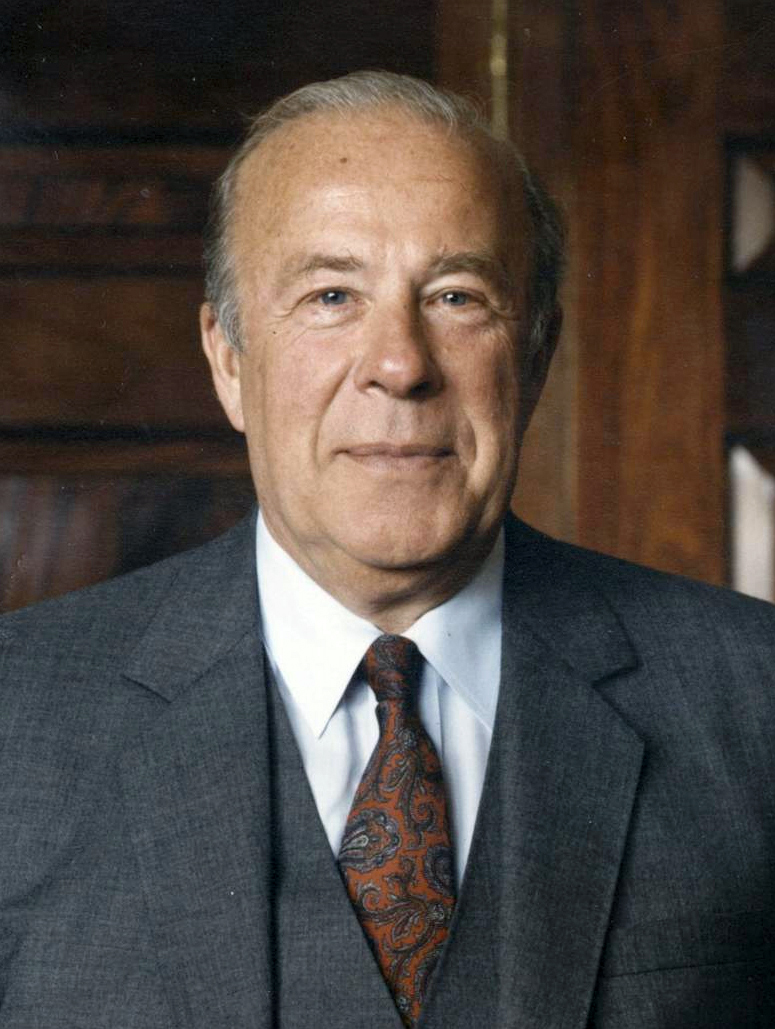
George Shultz (ancien Secrétaire d'État)

## Commentaires et critiques
Mark Dawidziak, du Cleveland Plain Dealer, a résumé le film comme il suit : « The Bomb se déplace rapidement pour couvrir Hiroshima et Nagasaki, la Guerre froide, la course aux armements, la Peur des Rouges, la chasse aux sorcières, la Crise des missiles de Cuba, les traités d'interdiction des essais, le projet « Star Wars » de l'initiative, le mouvement antinucléaire, l'effondrement de l'Union soviétique et l'émergence de nouvelles menaces nucléaires. » Il écrit également « [Le film] est à la fois une leçon d'histoire, une leçon de science, une étude sociologique, un thriller politique et est un conte de mise en garde... ».
Neil Genzlinger, du New York Times, observe que « la course aux armements est consciencieusement chroniquée et le mouvement anti-nucléaire aussi, mais c'est seulement dans les dernières minutes que le programme note que les bombes nucléaires sont toujours autour de nous, et que des pays autres que les États-Unis et la Russie en ont. Il y a une brève suggestion comme quoi si l'Inde et le Pakistan vont au conflit, le monde entier souffrira de dommages collatéraux, mais la pensée ne s'y attarde pas. C'est comme si La Bombe ne veux pas empiéter sur le présent en nous rappelant que le génie libéré il y a 70 ans [sur 6 août 1945] est toujours en liberté. »
Selon l'historien Richard Rhodes, « l'invention [de The Bomb] a été un changement millénaire dans l'histoire humaine : pour la première fois, nous sommes capables maintenant de causer notre propre destruction, en tant qu'espèce. »
Le journaliste et commentateur américain Dorothy Rabinowitz, du Wall Street Journal, écrit « des documentaires commémorant la première utilisation de la bombe atomique sont rarement déficientes en drama, et ce travail captivant ne fait pas une exception. Son assortiment de commentateurs désinhibés ne fait pas de mal non plus. »
Selon David Hinckley du Daily News, « ... les plus puissants des moments [du film] sont de se concentrer sur les gens, pas sur la technologie. »
Robert Lloyd du Los Angeles Times note « ... une grande partie de ce conte, qui semble tout aussi accidentel qu'inévitable, est un groupement d'égos individuels déformant l'histoire, des scientifiques en guerre aux côtés d'hommes politiques, de scientifiques maléfiques partis à la guerre aux côtés de bienveillants, des bureaucrates blessés prêts à la vengeance. »
Verne Gay de Newsday conclut « La Bombe est un bon aperçu, mais avec une insuffisance de l'analyse ou de point de vue... »